# 井上喜一
井上 喜一（いのうえ きいち、1932年〈昭和7年〉5月24日 - 2010年〈平成22年〉12月16日）は、日本の農林官僚、政治家。位階は従三位。本名は井上 喜一（いのうえ よしかず）。
衆議院議員（7期）、内閣府特命担当大臣（防災）（第1次小泉第2次改造内閣・第2次小泉内閣）、社団法人日米平和・文化交流協会理事などを歴任。

## 来歴

### 生い立ち
兵庫県加西市玉丘町出身。兵庫県立小野高等学校、東京大学法学部卒業。東大卒業後、農林省へ入省した。

### 官界
農林水産省では大臣官房審議官、統計情報部長、構造改善局長を歴任。また一時期、農水省の外局にあたる水産庁で海洋漁業部長を務め、対米・対ソ漁業交渉に臨んだ。

### 政界
1986年7月、第38回衆議院議員総選挙に自由民主党公認で旧兵庫3区から立候補し、初当選。羽田派に所属し、1993年の宮澤改造内閣不信任決議では賛成票を投じる。内閣不信任決議案を可決された宮澤喜一は衆議院を解散し、自民党を離党した羽田孜、小沢一郎らが新生党を結党。井上も新生党結党に参画した。細川内閣、羽田内閣を経て、非自民連立政権はわずか10か月で幕を閉じ、新生党は公明党や民社党、日本新党を糾合し新進党が結党される。1996年、小選挙区比例代表並立制導入後初めて実施された第41回衆議院議員総選挙では兵庫4区から立候補し、4選。
新進党解党後、井上は小沢一郎が率いる自由党に参加した。1999年、自由党は与党に加わり自自連立政権の小渕改造内閣を樹立するが、2000年4月、自由党は連立政権からの離脱を決定。これに反発した井上や海部俊樹、二階俊博、野田毅、小池百合子らは袂を分かち、保守党を結党。井上は同党政務調査会長に就任する。2002年、民主党を離党した熊谷弘や山谷えり子が保守党に加わり、新たに保守新党を結成する。井上は保守新党政務調査会長に就任。
2003年9月、第1次小泉再改造内閣で内閣府特命担当大臣（防災担当）に就任し、初入閣した。防災担当相のほか、有事法制の成立に向け、「事態対処法制の整備を円滑に推進するため企画立案及び行政各部の所管する事務の調整」もあわせて担当した。
2003年11月の第43回衆議院議員総選挙で、保守新党は11人の候補を擁立するも、当選者は井上を含む4人に留まる大敗を喫し、党首の熊谷弘も落選。選挙後、保守新党は解党して自民党に合流し、井上は10年ぶりに自民党に復党した。復党後、保守新党幹事長だった二階俊博が会長を務める二階派に所属。
第45回衆議院議員総選挙に兵庫4区から立候補するも、民主党新人の高橋昭一に敗れ、比例復活もできず、落選した。
2010年秋の叙勲で旭日大綬章を受章する。翌月16日午前8時30分、肺炎のため加西市内の病院で死去した。78歳没。死没日付をもって従三位に叙された。

## 政治活動
「鳩山由紀夫個人献金疑惑」追及
衆院政治倫理審査会会長である井上は、2009年7月17日、鳩山由紀夫の政治資金虚偽記載問題の審査のため、鳩山に出席を求め政倫審を開会したが、鳩山は「できるだけ丁寧に説明してきた」とし出席を拒否した。

## 人物
名前の「喜一」の読み方については、本名は「よしかず」であるが、政治活動の際は「きいち」と呼称していた。

## 発言
「元気な女性」発言
佐世保小6女児同級生殺害事件をめぐって、2004年6月4日、閣議後の記者会見において、犯人が12歳の女子児童だったことに触れ「どこの社会も、総じて元気な女性が多くなってきたということですかね」と発言した。
この記者会見で井上は、まず、文部科学大臣の河村建夫が事件の報告を行った閣僚懇談会の様子を説明した。そのうえで、加害者とされた児童について「しかも女の子ですからね、これは従来の考え方を、ある意味で多少覆すことじゃないですか。男が何か無茶やって何かをしでかすということはあったかもわからないけれども、女の子がやったというのは、こういうのは初めてじゃないんですか。今までありましたかね。最近はもう、男女の境がなくなってきたんですね。どこの社会も、総じて元気な女性が多くなってきたということですかね」と発言した。
内閣官房長官の細田博之は、同日の記者会見で「（殺害事件は）重く重く受けとめるべき問題。誤解のあるようなことを言うのは適当ではない。訂正すべきだ」と批判し、井上に「誤解は解いてほしい」と電話で注意したことを明らかにした。これに対し井上は、「間違ったことを言っているとは思っていない。官房長官には迷惑を掛けたが、謝罪をすることは考えていない」、と細田の申し出を拒否。細田は7日の記者会見でも、「（井上防災相に）十分注意をしたので、ご自分で対応することに期待したい」と自主的解決を求めたことを明らかにした。
6月8日、内閣総理大臣の小泉純一郎は、あらためて閣僚懇談会の席で重要法案の処理にあたって、「発言には十分注意してほしい」、と全閣僚に対し注意を促す指示を出した。「放火は女性の犯罪」と述べて批判を浴びた財務大臣の谷垣禎一は十分な配慮を欠いていたと反省の弁を述べたが、井上は発言撤回拒否の姿勢を変えなかった。しかし、6月10日の参議院有事法制特別委員会で、民主党の斎藤勁が発言を採り上げて防災相を引責辞任するよう要求し、発言の撤回を求めたのに対し、「事件とは関係ない。一般論として申し上げた」と述べて撤回を拒んだため委員会審議が紛糾し、45分間審議を中断。審議が再開されて、「誤解を招いたことを遺憾に思う。発言を撤回する」と答弁した。

## 栄典
- 2010年11月 - 旭日大綬章。